# Ermida de Santa Coloma de Albendiego
A Ermida de Santa Coloma de Albendiego (espanhol: Ermita de Santa Coloma de Albendiego) é uma ermida localizada em Albendiego, Espanha. Foi declarada Bien de Interés Cultural no ano de 1965.